# Karmel (Siedlung)
Karmel (hebr. kerem-el, „Weinberg Gottes“; engl. Carmel) ist eine jüdische Siedlung im Westjordanland mit 401 Einwohnern (2016).
1994 hatte Karmel 231 Einwohner. Die Siedlung wurde 1981 gegründet und liegt in der Region Hebron.
Die Planungen der israelische Sperranlagen bis Februar 2005 sahen vor, dass der Ort durch den Verlauf der Sperranlagen auf israelischer Seite liegt. Seit Februar 2005 ist geplant, dass der Ort auf palästinensischer Seite liegen soll.
Die Siedlung liegt zwei Kilometer nordöstlich der jüdischen Siedlung Ma'on und sieben Kilometer östlich des palästinensischen Ortes Yatta.
Im Tanach ist der Ort auch bezeugt: 
- Jos 15,55: In einer Städte-Aufzählung Judas kommt Karmel neben Ma'on vor.
- 1Sam 15,12: Saul richtet ein Siegzeichen/Denkmal in Karmel auf.
- 1Sam 25,2.5.7.40: In Karmel hat Nabal mit seiner Frau Abigajil seine Landwirtschaft, wobei er selbst in der benachbarten Siedlung Ma'on wohnt. Er verweigert Davids Leuten eine erbetene Unterstützung, woraufhin David Nabal und seine Leute töten will. Abigajil weiß das durch großzügige Geschenke zu verhindern. Gott tötet zehn Tage später Nabal und David nimmt sich Abigajil zur Frau.